# 三维游戏
三维游戏是指以三维计算机图形为基础制作的立体电子游戏，相对传统的2D游戏来说，会带给玩家更加真实的游戏体验。3D遊戲是指遊戲是以3D技術製成，而並不是指螢幕是以3D輸出，令人有覺得是立體的感覺。

## 外部連結
- 3D 立體顯示技術原理與遊戲應用歷程簡介（页面存档备份，存于）